# Législation sur le poker en France
Le poker, quand il est joué avec de l'argent, est très surveillé en France.

## État des lieux avant 2010
Les lois du 21 mai 1836 sur la loterie et du 15 juin 1907 sur les casinos interdisent à tout établissement de pratiquer des jeux de hasard en France. Seuls dérogent à la loi la Française des jeux (monopole d'État), le Pari mutuel urbain (PMU), ainsi que les casinos reconnus par l'État. En particulier un casino virtuel n'a pas d'existence légale en France mais la loi est dans l'incapacité de sanctionner l'utilisateur français qui joue sur les sites étrangers.
Sont considérés, en principe, comme jeux de hasard, tous les jeux d'argent qu'il s'agisse de jeux de cartes ou d'autres jeux. Ils ne sont autorisés que dans des maisons de jeu, et interdits sinon.
Toutefois, le caractère de « jeux de commerce » peut être reconnu exceptionnellement à des jeux d'argent à condition qu'aucune personne ne puisse parier sur les chances d'un joueur, que la perception au profit de la cagnotte soit réduite à un droit fixe obligatoire, par joueur et par séance et qu'aucun jeu de hasard ne soit pratiqué dans le même établissement.
Les jeux d'argent autorisés à ce titre sont, outre le poker, le bridge, le tarot, le rami (rami, rami-doses et rami-relances). Ils peuvent être pratiqués dans des cercles de jeu. En outre, la pratique de ces jeux n'est règlementée que lorsqu'ils sont ouverts au public, la règlementation ne porte pas sur des soirées privées entre amis.

## Ouverture du marché en 2010
La France a ouvert à la concurrence le marché de certains jeux d'argent et de hasard, dont le poker, en juin 2010,.
Le poker est à l'heure actuelle le seul jeu d'argent autorisé en ligne en France. Les variantes autorisées sont le Texas Hold'em joué en limit, pot-limit et no-limit, ainsi que l'Omaha, mais uniquement joué en limit ou pot-limit. Le jeu peut se pratiquer librement en cash-game (partie libre avec départ à tout moment en conservant ses gains), sit-and-go (petits tournois à gain fixe commençant dès qu'un nombre limité d'inscrits est atteint) ou tournois (tournois sans limite sur le nombre d'inscrit; plus il y en a et plus les gains des places payées seront forts) . Les recaves (possibilité pour un joueur qui n'a plus de jetons d'en racheter, au moins durant le début du tournoi) et add-on (tous les joueurs peuvent acheter une dernière recave quel que soit le montant de leur tapis) peuvent être autorisés en tournois mais pas en sit-and-go.

## Salles autorisées
Les salles de poker ayant reçu l'autorisation française sont :
- 200% Poker (abrogation de l’agrément en octobre 2011)
- 888 Poker
- ACF Poker
- Barrière Poker
- Betclic
- Bwin
- ChiliPoker
- Eurosport
- Everest Poker
- Full Tilt Poker (suspension de l’agrément en juillet 2011)
- JoaClub
- Luckyjeux
- Partouche Poker
- PartyPoker
- PKR
- PMU Poker
- Ganeo Consulting (L'as de pique) (janvier 2006)
- Poker83
- PokerStars
- PokerSubito
- PokerXtrem
- Sajoo (abrogation de l’agrément en octobre 2011 - fusionné avec Bwin)
- Tranchant Poker
- Unibet Poker
- Winamax

D'autres demandes d'autorisation sont en cours.